# Lindmätare
Lindmätare, Erannis defoliaria, tillhör familjen mätare och är en vanlig art i Nordeuropa. I Sverige förekommer den allmänt upp till Gästrikland. Utbredningsområdet sträcker sig från Europa till östra Asien.
Honan av denna art är vinglös, medan hannen har ett vingspann på 40 till 45 millimeter med en mycket variabel färgteckning. Honan blir upp till 14 mm lång och har robusta extremiteter. Honans kropps bär gula och svarta fläckar. Äggen är i början ljusgula och de blir senare rosa till orangeröd. Larverna kan vara upp till 35 mm långa.
Larven är också mycket variabel till sitt utseende, från gräddfärgad till mörkt brun. Den livnär sig på en stor mängd träd och buskar, i första hand lind men gärna även andra lövträd, bland annat fruktträden, ibland i så stora antal att den kan anses vara en skadeinsekt.
Arten flyger sent på säsongen under oktober och november och övervintrar sedan som ägg. Äggen kläcks ofta i april och larverna äter unga växtskott och blad. De når i juni med hjälp av ett tråd marken och puppan bildas i lövskiktet.

## Bildgalleri

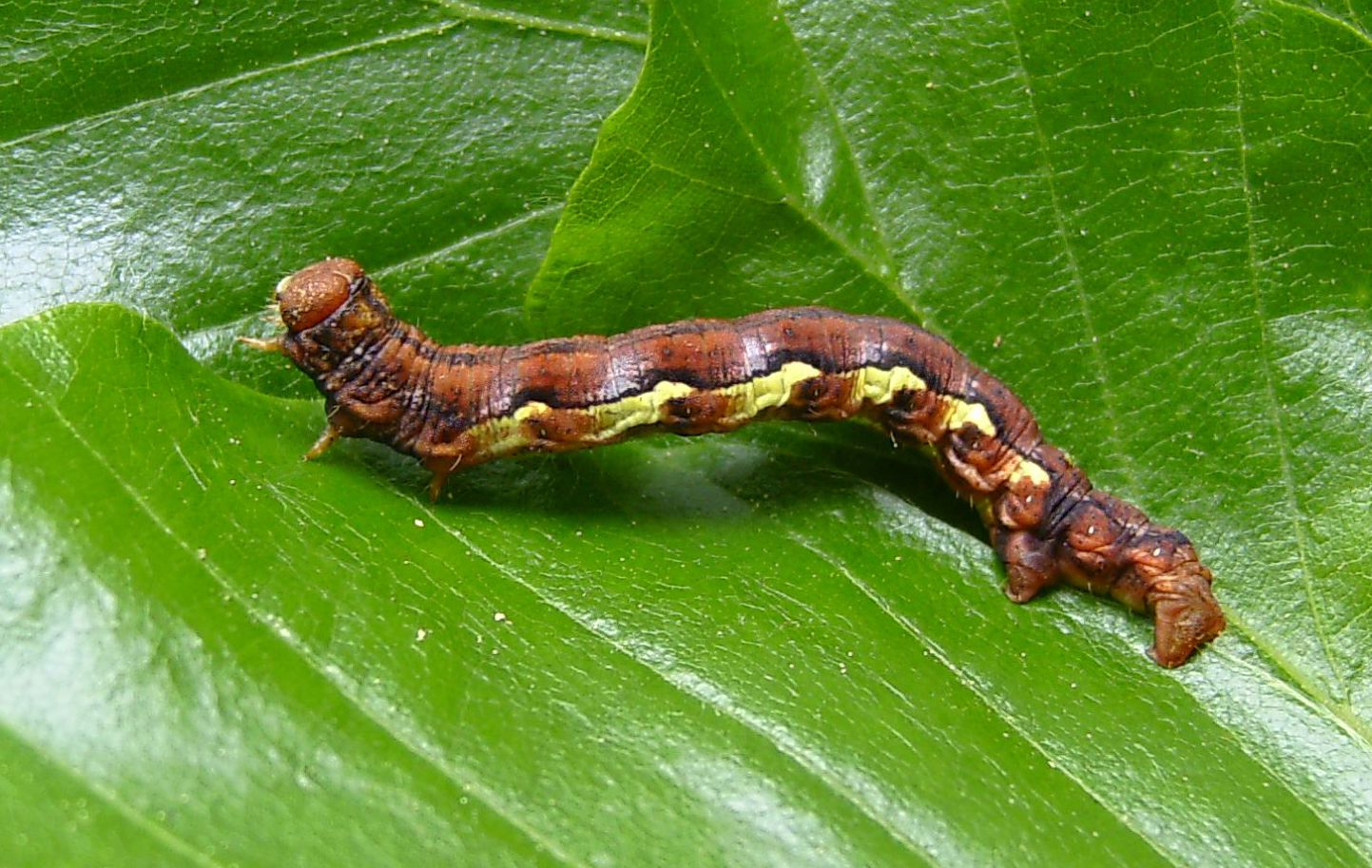
Fjärilens larv
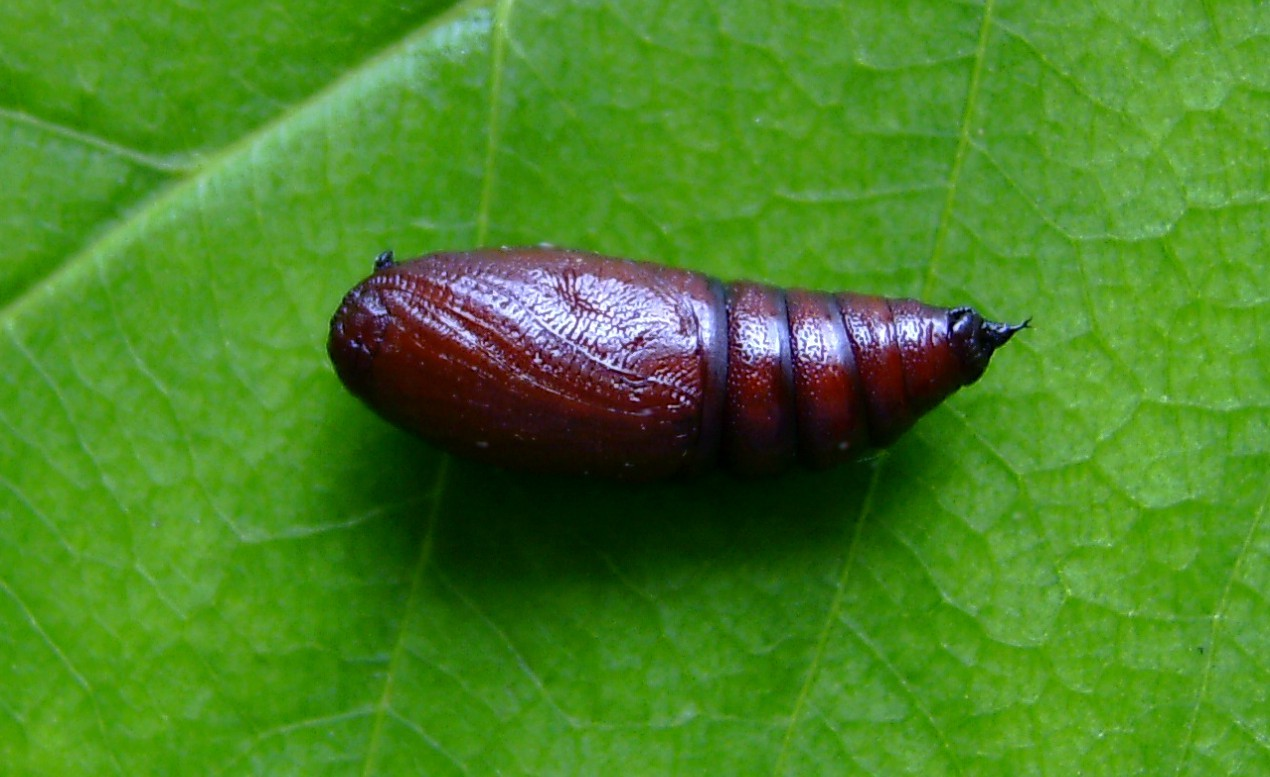
Puppa
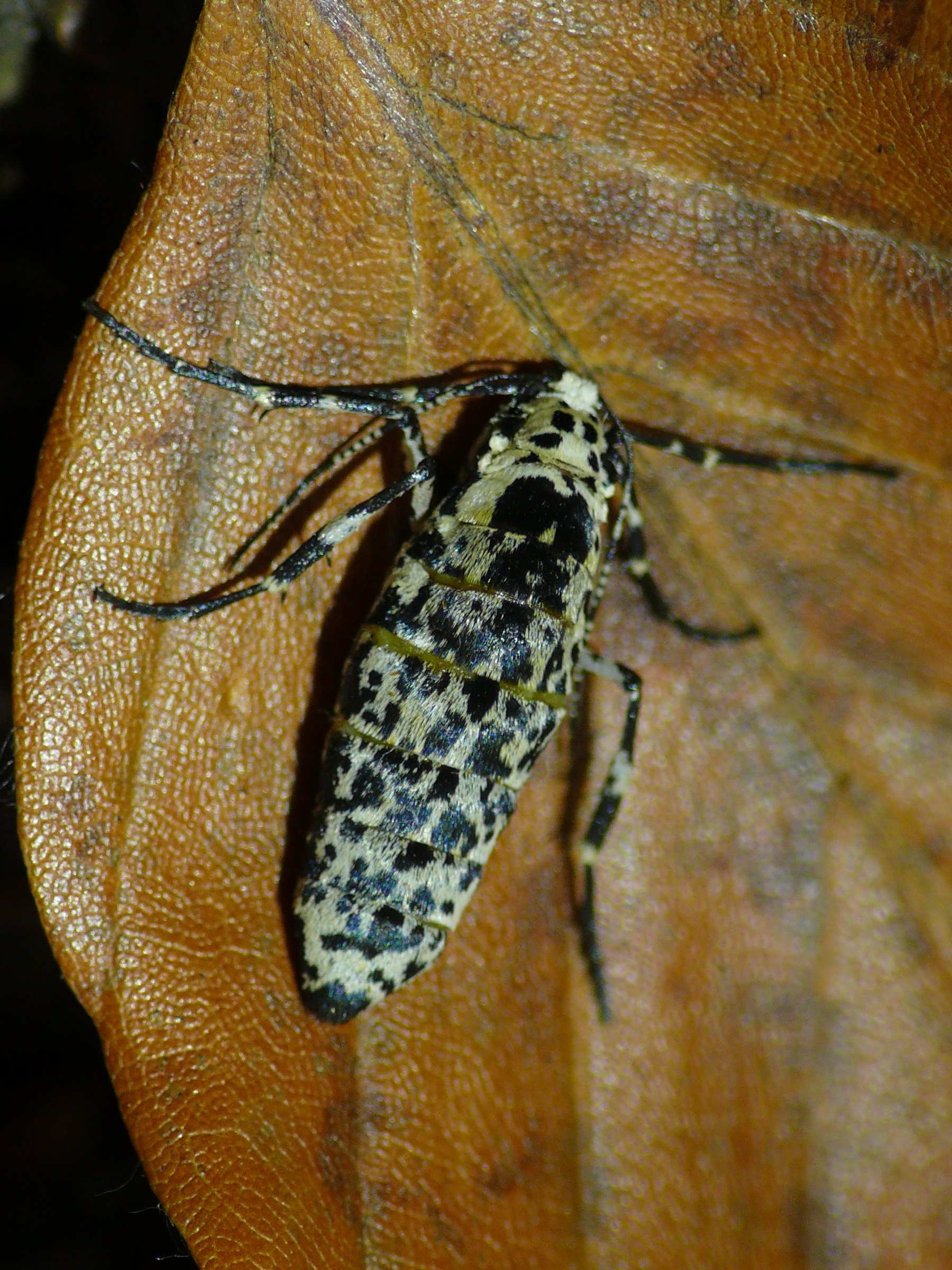
Imago hona
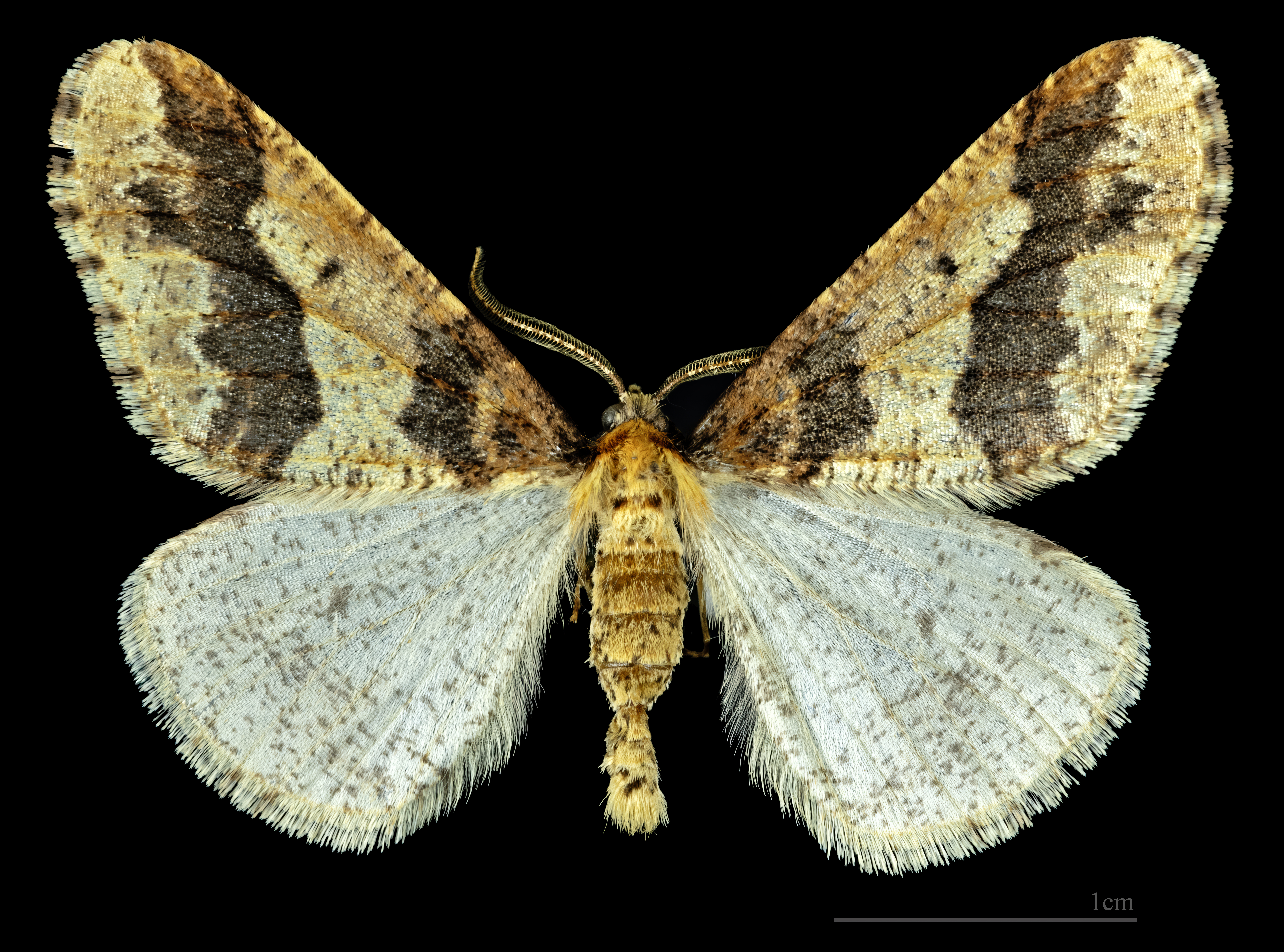
Preparerad (uppnålad) imago fjäril, hane
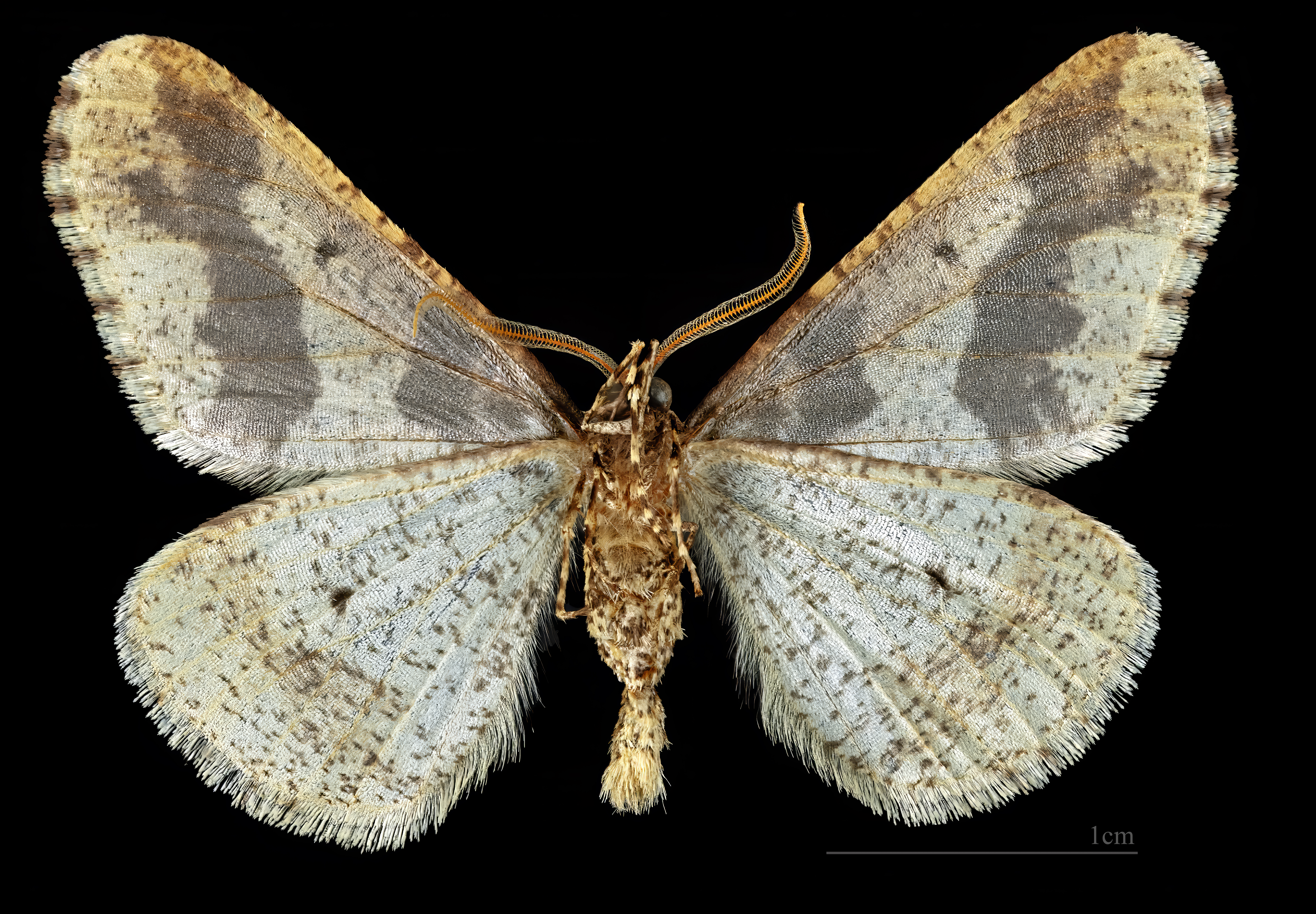
Preparerad (uppnålad) imago fjäril, hane undersida